# Charmentray
Charmentray ist eine französische Gemeinde mit 294 Einwohnern (Stand 1. Januar 2022) im Département Seine-et-Marne in der Region Île-de-France. Der Ort befindet sich neuneinhalb Kilometer westlich von Meaux am Canal de l’Ourcq.

## Sehenswürdigkeiten
- Kirche Sainte-Trinité, erbaut Anfang des 17. Jahrhunderts

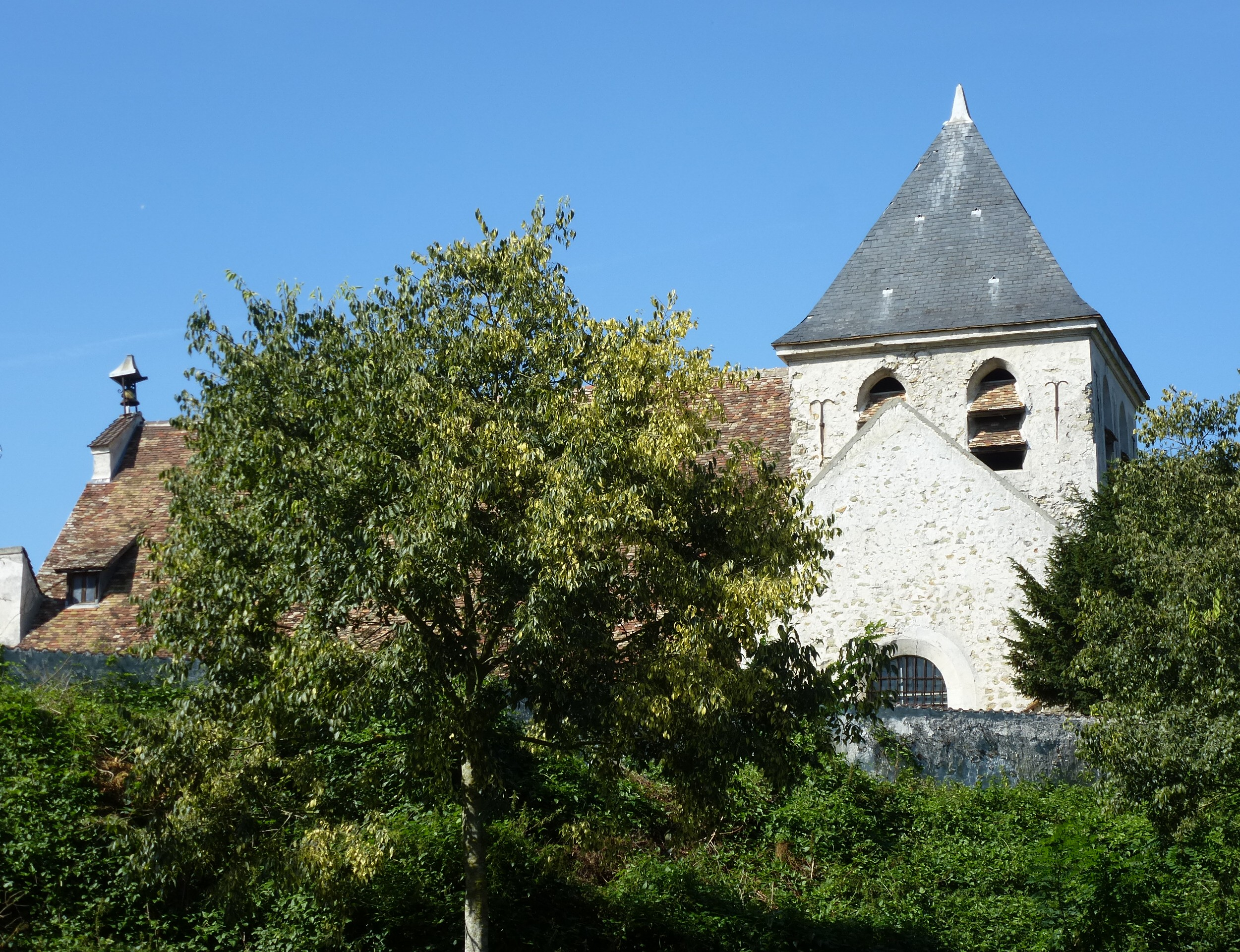
Kirche Sainte-Trinité